# Alcione (cantora)
Alcione Dias Nazareth OMC (São Luís, 21 de novembro de 1947), por vezes chamada de Alcione Marrom, é uma cantora, compositora e multi-instrumentista brasileira. Uma das mais notórias sambistas do país, a cantora recebeu a alcunha de "Marrom", "Dama do Samba" e "A Voz do Samba". Com trinta álbuns de estúdio e nove ao vivo, vendeu 8 milhões de cópias de discos em todo o mundo.

## Biografia
Alcione Dias Nazareth nasceu em São Luís, Maranhão, no dia 21 de novembro de 1947. O nome de batismo foi ideia do pai, inspirado na personagem Alcíone, a protagonista do romance espírita Renúncia, psicografado por Chico Xavier. Ela é a quarta de nove irmãos: Wilson, João Carlos, Ubiratan, Alcione, Ribamar, Jofel, Ivone, Maria Helena e Solange. Alcione tem mais nove irmãos que seu pai teve com outras mulheres. Sua mãe chegou a amamentar algumas dessas crianças, por considerar que as crianças não poderiam ser culpadas pelas traições do marido.
Desde pequena, graças ao pai policial e integrante da banda de sua corporação, João Carlos Dias Nazareth, inserida no meio musical maranhense, Alcione fez sua primeira apresentação já aos doze anos. O pai foi mestre da banda da Polícia Militar do Maranhão e professor de música. Além disso, foi compositor e entusiasta do bumba-meu-boi, folguedo típico da capital maranhense. Foi ele quem a ensinou, ainda cedo, a tocar diversos instrumentos de sopro, como o trompete e o clarinete que começou a praticar aos nove anos.
Com essa idade, tocava e cantava em festas de amigos e familiares, e na Queimação de Palhinha da festa do Divino Espírito Santo. Sua mãe, Filipa Teles Rodrigues, entretanto, guardava o desejo de que a filha aprendesse a tocar acordeão ou piano. Não queria que Alcione aprendesse a tocar instrumentos de sopro, temendo que a filha ficasse tuberculosa, crendice comum à época.
Sua primeira apresentação profissional foi aos 12 anos, na Orquestra Jazz Guarani, regida por seu pai. Certa noite, o crooner da orquestra ficou rouco e foi substituído pela menina. Na ocasião, cantou a canção "Pombinha Branca" e o fado "Ai, Mouraria". O apelido Marrom, dado pelos integrantes da orquestra de seu pai, surgiu nessa época.
Alcione afirmou que seu pai era "bom homem" e incentivava as filhas a serem independentes desde muito cedo, a nunca obedecerem homem nenhum, além de lhes ensinar valores morais rígidos. Aos 18 anos formou-se como professora primária na Escola de Curso Normal. Lecionou por dois anos, quando foi demitida aos 20 anos, por ensinar a seus alunos como se tocava trompete, que seu pai lhe ensinou quando pequena, querendo passar o aprendizado que recebeu, mas isso não agradou a direção da escola, que era muito rígida à época.

Alcione, 1970. Arquivo Nacional

Após a demissão, continuou a dedicar-se à música, e dessa vez de forma mais intensa e exclusiva. Conseguiu uma vaga em um sorteio e apresentou-se na TV do Maranhão, onde passou a se apresentar regularmente, apresentando-se lá nos anos 1960. Além de cantar na TV, também cantava em bares e boates em várias cidades do Maranhão. Querendo alcançar rumos maiores, Alcione mudou-se para o Rio de Janeiro em 1967.
Não conhecia nada no Rio e quem a ajudou a se estabelecer foi seu amigo, o cantor Everaldo. Com ajuda dele também, Alcione começou cantando na noite, ocasião em que Everaldo lhe apresentou as boates e bares da cidade. Ensaiava no Little Club, boate situada no conhecido Beco das Garrafas, reduto histórico do nascimento da bossa nova, em Copacabana. Cantou também em boates como Barroco, Bacarat, Holiday e Bolero.
Começou a se inscrever em programas de calouros, e foi sendo chamada para se apresentar. Venceu as duas primeiras eliminatórias do programa A Grande Chance, de Flávio Cavalcanti. Nessa mesma época, conheceu a famosa TV Excelsior. Inscreveu-se e conseguiu fazer um teste de voz, e passou com boa colocação. Assinou o primeiro contrato profissional com essa TV, apresentando-se no programa Sendas do Sucesso.
Depois de seis meses na emissora, realizou turnê por quatro meses pela América Latina, sendo a primeira vez que saiu do Brasil. Após ter feito excursão também por países da América do Sul, recebeu proposta de turnê na Itália, e assim morou na Europa por dois anos. Voltou ao Brasil em 1972.
Em 2007 Alcione interpretou a cantora americana Lady Brown, na minissérie Amazônia, de Galvez a Chico Mendes, na TV Globo.
Em 2015, canta "Juízo Final" na abertura da novela da TV Globo, A Regra do Jogo.

### Carnaval

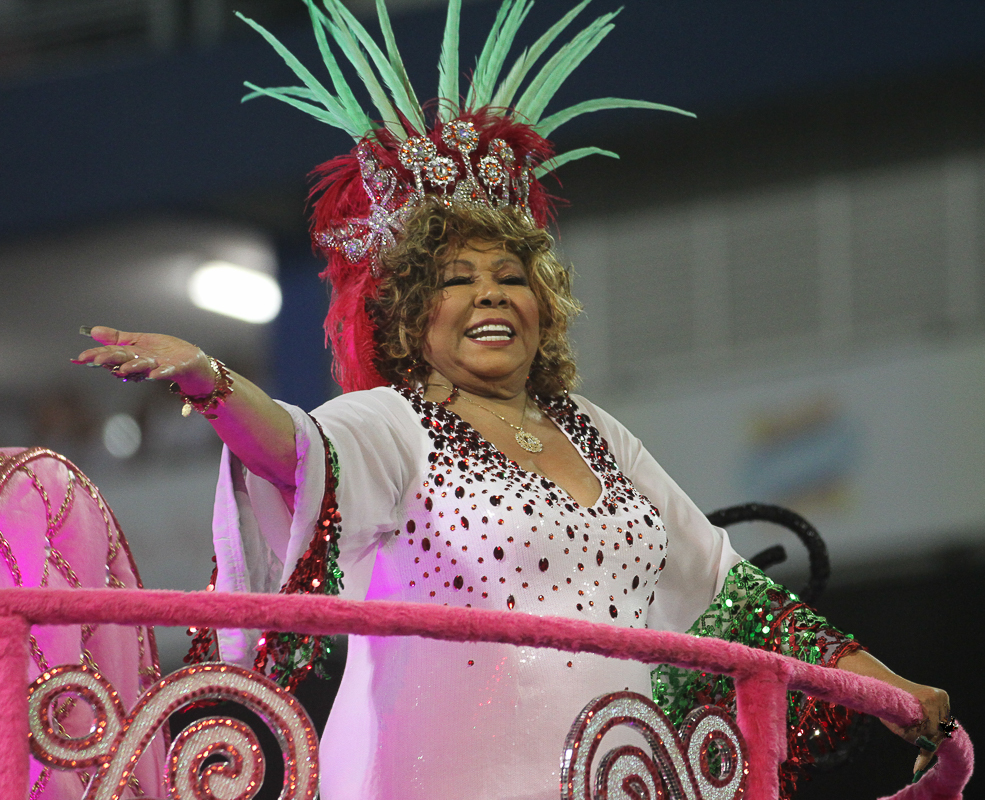
Alcione durante desfile da Mocidade Alegre em 2018, quando foi homenageada pela escola

Alcione visitou a quadra da Estação Primeira de Mangueira pela primeira vez em 1974 e logo foi convidada a desfilar. Na concentração, a ausência de um destaque levou a bela estreante ao alto de um carro alegórico. Desde então, a cantora é membro destacado da escola. Em 1987, participou da fundação da escola de samba mirim Mangueira do Amanhã, e hoje é presidente de honra do grupo.
Em 1989 foi homenageada pela escola de samba Independentes de Cordovil, no então chamado grupo 2, a segunda divisão do Carnaval carioca, com o enredo "Marrom som Brasil". Posteriormente, em 1994 foi novamente homenageada pela tradicional Unidos da Ponte, desta vez no grupo especial do Carnaval carioca, como enredo "Marrom da cor do samba". Em 2018, a tradicional escola de samba de São Paulo, Mocidade Alegre, homenageou os 70 anos de vida e os 45 anos de carreira de Alcione, com o enredo "A voz marrom que não deixa o samba morrer".
Alcione já interpretou sambas de exaltação às escolas de samba: Mangueira, Mocidade Independente, Imperatriz Leopoldinense, União da Ilha do Governador, Beija-flor de Nilópolis e Portela.

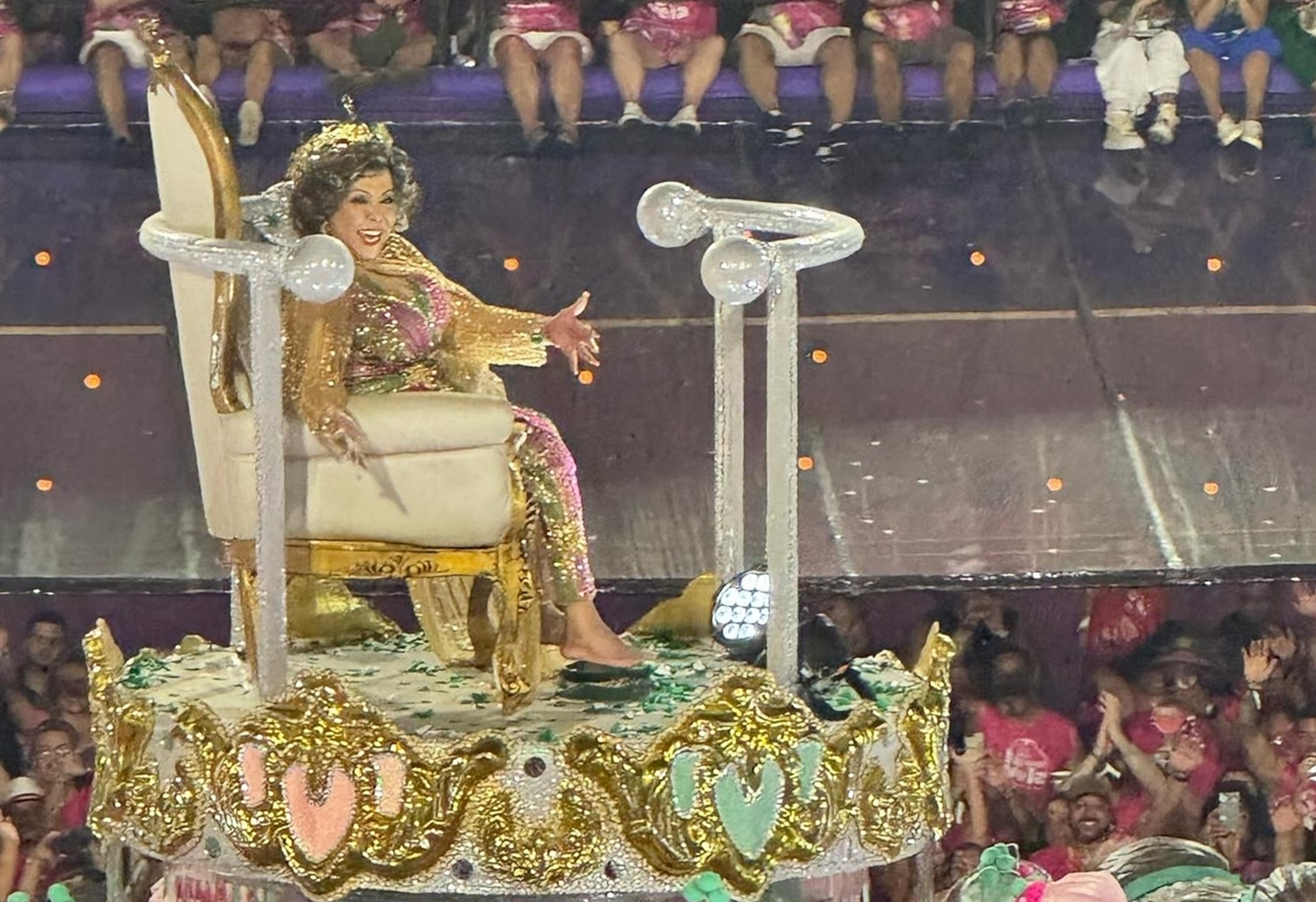
Alcione no desfile da Mangueira de 2024 em sua homenagem

A Mangueira, escola do coração de Alcione, homenageou a cantora no carnaval de 2024 como enredo "A Negra Voz do Amanhã". Era um desejo antigo da comunidade, ainda não realizado por inúmeras negativas da própria Marrom.

### "Meu careca"
A relação entre a cantora Alcione e o Ministro Alexandre de Moraes ganhou destaque na mídia devido a declarações públicas da artista sobre sua admiração pelo magistrado. Alcione expressou publicamente sua admiração por Alexandre de Moraes em diversas ocasiões, inclusive durante shows.
Em uma dessas ocasiões, a cantora chegou a dizer que, se tivesse conhecido o ministro antes, teria se casado com ele. Ao término da declaração ela cantou a música "Faz uma Loucura por Mim".
 Alcione já se referiu a Alexandre de Moraes como "meu careca",  durante um show em Brasília, demonstrando um certo tom de intimidade. A declaração foi feita enquanto a cantora puxava o coro para o presidente da República Luiz Inácio Lula da Silva (PT).
As declarações de Alcione geraram grande repercussão nas redes sociais e na mídia, com diversos comentários e reações do público.
"Adoro nosso ministro Alexandre de Moraes. Sempre falei para a minha irmã que, se tivesse conhecido ele há mais tempo, eu tinha casado com ele",— Alcione

## Vida pessoal
Alcione nunca se casou oficialmente, apenas manteve relacionamentos estáveis. Em entrevistas afirmou que não quer mais dividir a mesma casa com um companheiro, informando que até os dias atuais ainda namora e sai com os homens que lhe despertam interesse. Ao decidir ter um filho, descobriu que não poderia ser mãe devido a endometriose e a SOP. Tentou tratamentos laboratoriais, como inseminação, além de operações espirituais, mas não obteve êxito em nenhuma tentativa.
Devido a um tumor na laringe, desenvolveu uma paralisia nas cordas vocais, e a medicina informou que só poderia cantar por mais um ano. Para tentar reverter o quadro, operou espiritualmente em um centro kardecista com Dr. Fritz, uma entidade espiritual. Após operar-se, seguiu o ritual, e ficou calada por três dias. Surpreendendo os médicos, Alcione se curou e pôde continuar a cantar sem restrições, como sempre fez. A partir deste milagre, parou de consumir álcool e devido a cura de sua garganta, converteu-se ao espiritismo. Em entrevistas revelou ter sido criada no catolicismo e que nunca fumou, e que nunca pensou em mudar de religião até obter seu milagre de cura.
Em entrevistas disse que todos os dias ora agradecendo a Deus pelo dom de cantar, já que nunca fez aula de canto.

## Discografia
- A Voz do Samba (1975)
- Morte de Um Poeta (1976)
- Pra Que Chorar (1977)
- Alerta Geral (1978)
- Gostoso Veneno (1979)
- E Vamos à Luta (1980)
- Alcione (1981)
- Dez Anos Depois (1982)
- Vamos Arrepiar (1982)
- Almas e Corações (1983)
- Da cor do Brasil (1984)
- Fogo da Vida (1985)
- Fruto e Raiz (1986)
- Nosso Nome: Resistência (1987)
- Ouro & Cobre (1988)
- Simplesmente Marrom (1989)
- Emoções Reais (1990)
- Promessa (1991)
- Pulsa, Coração (1992)
- Brasil de Oliveira da Silva do Samba (1994)
- Profissão: Cantora (1995)
- Tempo de Guarnicê (1996)
- Celebração (1998)
- Claridade (1999)
- A Paixão tem Memória (2001)
- Faz Uma Loucura por Mim (2004)
- Uma Nova Paixão (2005)
- De Tudo Que eu Gosto (2007)
- Acesa (2009)
- Eterna Alegria (2013)
- Tijolo por Tijolo (2020)

## Filmografia
| Ano       | Título                             | Papel         | Emissora | Notas                   | Ref.   |
| --------- | ---------------------------------- | ------------- | -------- | ----------------------- | ------ |
| 1979–1981 | Alerta Geral                       | Apresentadora | TV Globo |                         |        |
| 1997      | Por Amor                           | Ela mesma     | TV Globo |                         |        |
| 2001      | O Clone                            | Ela mesma     | TV Globo |                         |        |
| 2007      | Amazônia, de Galvez a Chico Mendes | Lady Brown    | TV Globo |                         |        |
| 2011      | Zorra Total                        | Ela mesma     | TV Globo |                         |        |
| 2012      | Cheias de Charme                   | Ela mesma     | TV Globo |                         |        |
| 2013      | Salve Jorge                        | Ela mesma     | TV Globo |                         |        |
| 2015      | Mister Brau                        | Tia Marizilda | TV Globo |                         |        |
| 2017      | A Força do Querer                  | Ela mesma     | TV Globo |                         |        |
| 2023      | Travessia                          | Ela mesma     | TV Globo |                         |        |
| 2024      | Tô Nessa                           | Ela mesma     | TV Globo |                         | [ 20 ] |
| 2025      | Garota do Momento                  | Nazaré Dias   | TV Globo | Episódio: "25 de junho" | [ 21 ] |

## Prêmios e indicações

### Grammy Latino
| Ano  | Categoria                    | Indicação                        | Resultado |
| ---- | ---------------------------- | -------------------------------- | --------- |
| 2000 | Melhor Álbum de Samba/Pagode | Claridade                        | Indicado  |
| 2003 | Melhor Álbum de Samba/Pagode | Ao Vivo                          | Venceu    |
| 2006 | Melhor Álbum de Samba/Pagode | Uma Nova Paixão - Ao Vivo        | Indicado  |
| 2010 | Melhor Álbum de Samba/Pagode | Acesa                            | Indicado  |
| 2012 | Melhor Álbum de Samba/Pagode | Duas Faces: Ao Vivo na Mangueira | Indicado  |
| 2015 | Melhor Álbum de Samba/Pagode | Eterna Alegria - Ao Vivo         | Indicado  |

### Prêmio da Música Brasileira
| Ano  | Categoria                       | Indicação                  | Resultado |
| ---- | ------------------------------- | -------------------------- | --------- |
| 2003 | Melhor Cantora de Samba         | Alcione                    | Venceu    |
| 2004 | Melhor Cantora de Samba         | Alcione                    | Venceu    |
| 2005 | Melhor Cantora de Samba         | Alcione                    | Venceu    |
| 2010 | Melhor Cantora de Samba         | Alcione                    | Venceu    |
| 2011 | Melhor Cantora de Samba         | Alcione                    | Venceu    |
| 2012 | Melhor Álbum (Canção Popular)   | "Duas Faces - Jam Session" | Venceu    |
| 2012 | Melhor Cantora (Canção Popular) | Alcione                    | Venceu    |
| 2013 | Melhor Cantora de Samba         | Alcione                    | Venceu    |
| 2014 | Melhor Cantora de Samba         | Alcione                    | Venceu    |
| 2015 | Melhor Cantora de Samba         | Alcione                    | Venceu    |
| 2018 | Melhor Cantora                  | Alcione                    | Venceu    |

### Prêmio Contigo! MPB FM
| Ano  | Categoria             | Indicação                        | Resultado |
| ---- | --------------------- | -------------------------------- | --------- |
| 2012 | Melhor Álbum de Samba | Duas Faces: Ao Vivo na Mangueira | Indicado  |
| 2012 | Melhor Cantora        | Alcione                          | Indicado  |
| 2013 | Melhor Álbum de Samba | Eterna Alegria                   | Indicado  |
| 2013 | Melhor Cantora        | Alcione                          | Indicado  |
| 2014 | Melhor Cantora        | Alcione                          | Indicado  |

### Press Awards
| Ano  | Categoria                  | Indicação | Resultado |
| ---- | -------------------------- | --------- | --------- |
| 2006 | Lifetime Achievement Award | Alcione   | Venceu    |

### Academie Arts Sciences Lettres
| Ano  | Categoria       | Indicação | Resultado |
| ---- | --------------- | --------- | --------- |
| 2006 | Medalha de Ouro | Alcione   | Venceu    |

### Prêmios da Fundação Luso-Brasileira
| Ano  | Categoria | Indicação | Resultado |
| ---- | --------- | --------- | --------- |
| 2006 | Homenagem | Alcione   | Venceu    |

### Troféu Imprensa
| Ano  | Categoria      | Indicação | Resultado |
| ---- | -------------- | --------- | --------- |
| 2003 | Melhor Cantora | Alcione   | Indicado  |

### Women's Music Events Awards
| Ano  | Categoria | Indicação | Resultado |
| ---- | --------- | --------- | --------- |
| 2020 | Homenagem | Alcione   | Venceu    |